# Keizerslaan
De Keizerslaan (Frans: Boulevard de l'Empereur) is een straat binnen de Vijfhoek van de Belgische hoofdstad Brussel. Ze loopt van het Albertinaplein en de Kunstberg naar de Accolaystraat en de Heilige Geeststraat. De Keizerslaan is het zuidelijk sluitstuk van de brede laan op de Noord-Zuidverbinding. Ze volgt op de Pachecolaan, de Berlaimontlaan en Keizerinlaan. In het zuiden loopt de straat in de Kapellestraat en de Ursulinenstraat over en in het noorden in het Kantersteen.

## Geschiedenis
De Keizerslaan werd pas na de inhuldiging van de Noord-Zuidverbinding voltooid, met de bouw van een metalen viaduct over het Gerechtsplein van 1956 tot 1958. De Steenpoort, de Keizersstraat en de Guldenstraat maakten tot dan deel uit van de invalsweg in het verlengde van de Hoogstraat, maar werden door de Keizerslaan opgeslorpt. Op de plaats waar dit tracé de stad in de middeleeuwen binnendrong bevindt zich de Anneessenstoren, een verdedigingstoren van de eerste stadsomwalling van de 11e tot 13e eeuw.

## Gebouwen
De Keizerslaan wordt voornamelijk gekenmerkt door kantoor- en appartementsgebouwen van vijf tot zes bouwlagen uit de jaren 1950 en 1960. Enkele opvallende gebouwen zijn:
- Koninklijke Bibliotheek van België (nr. 2-4) aan de Kunstberg
- Rijksdienst voor Arbeidsvoorziening (nr. 7-9)
- Hoofdkantoren Parti Socialiste en Vooruit (nr. 13) door Maxime Brunfaut
- Hoofdkantoor Elia (nr. 20)

## Galerij

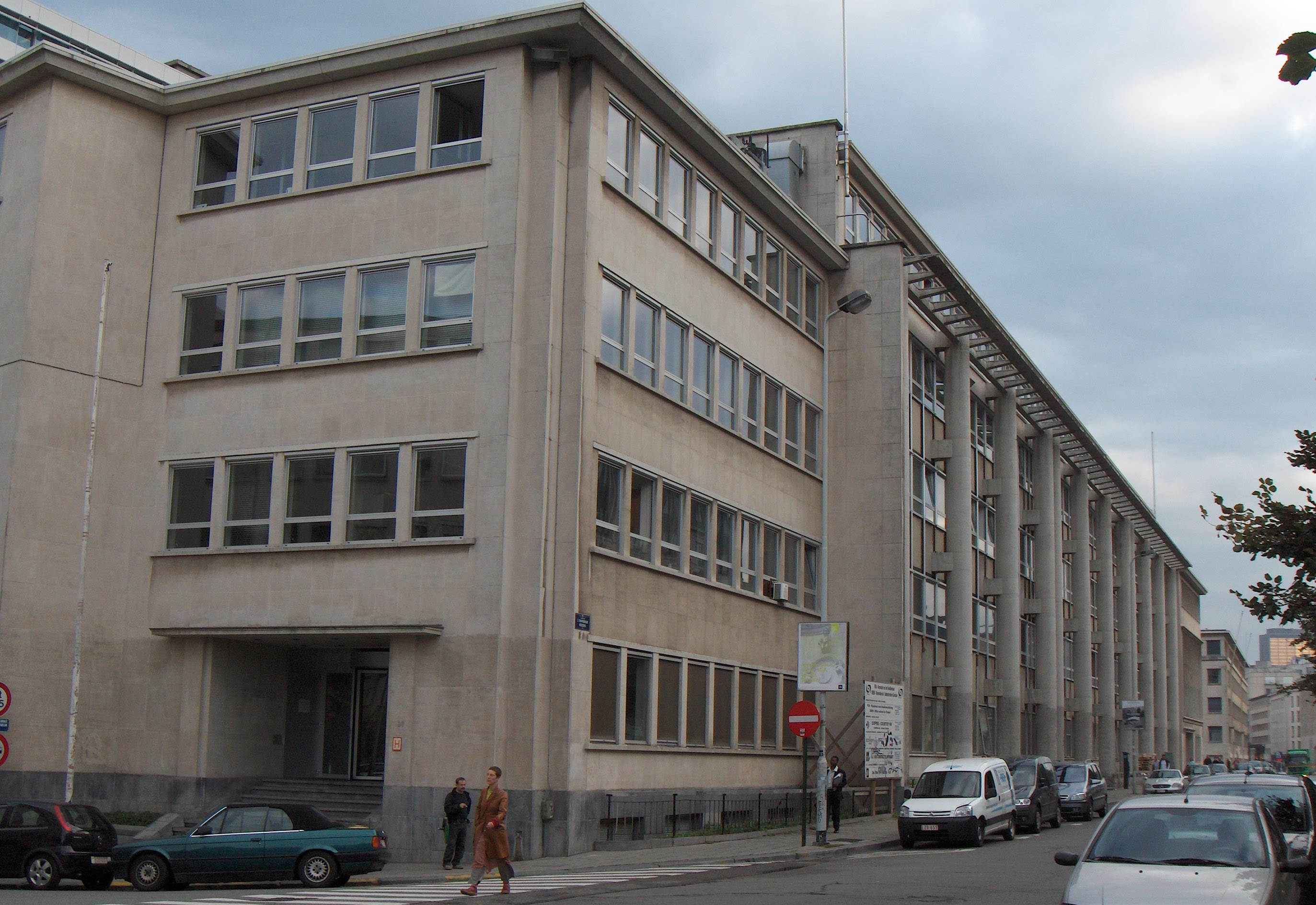
De Rijksdienst voor Arbeidsvoorziening (nr. 7-9)
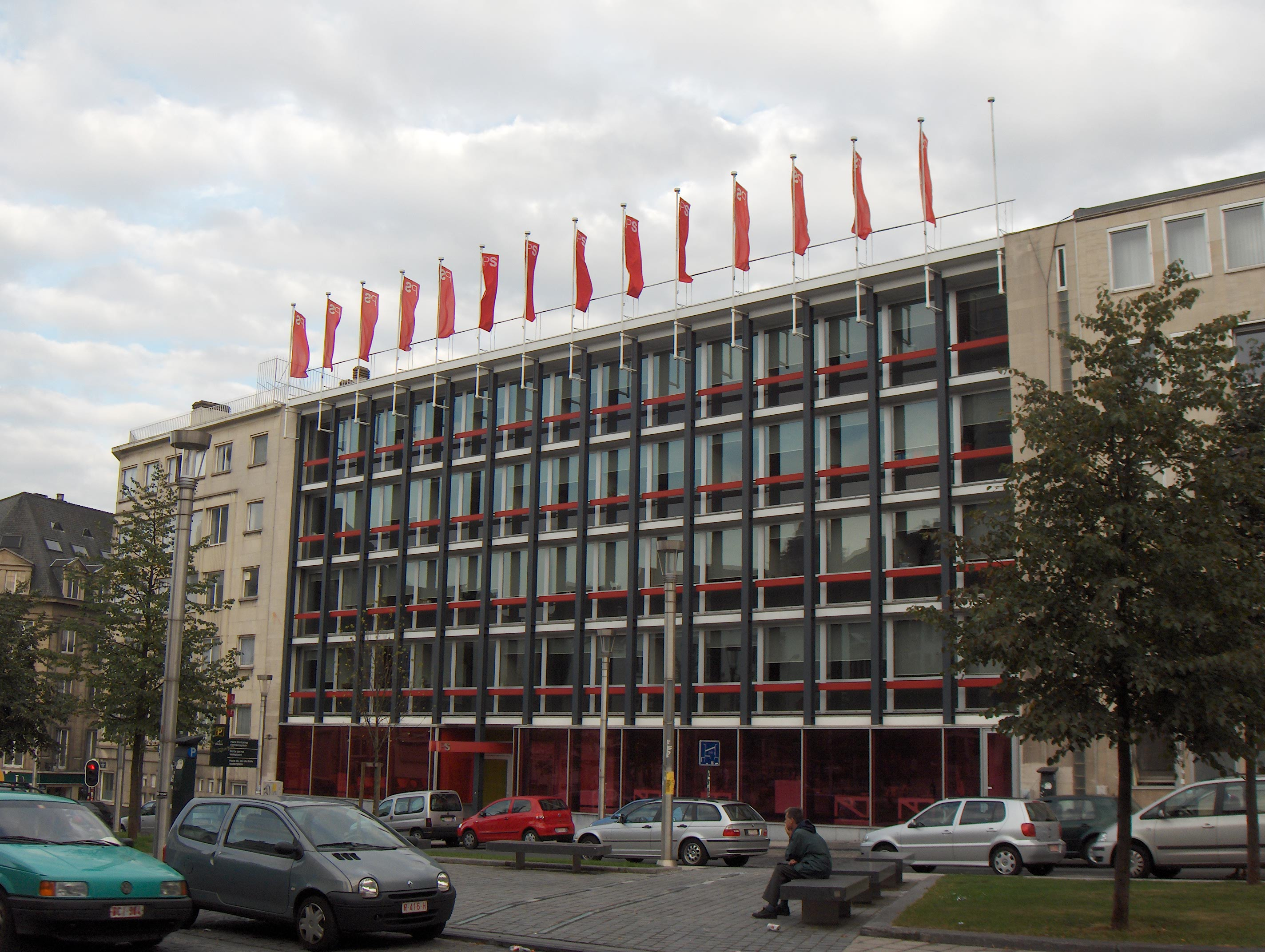
De hoofdkantoren van de Parti Socialiste en Vooruit (nr. 13)
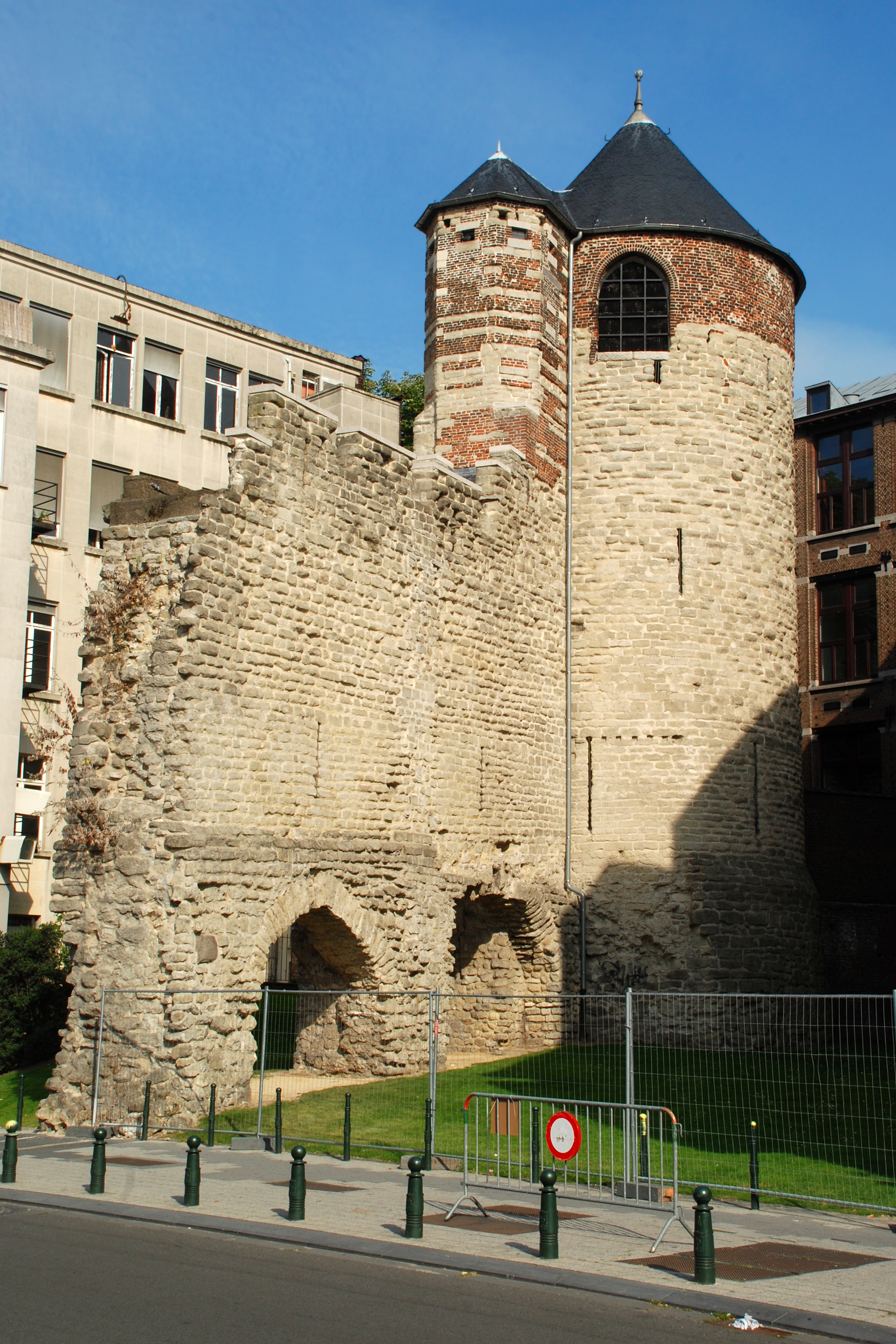
De Anneessenstoren
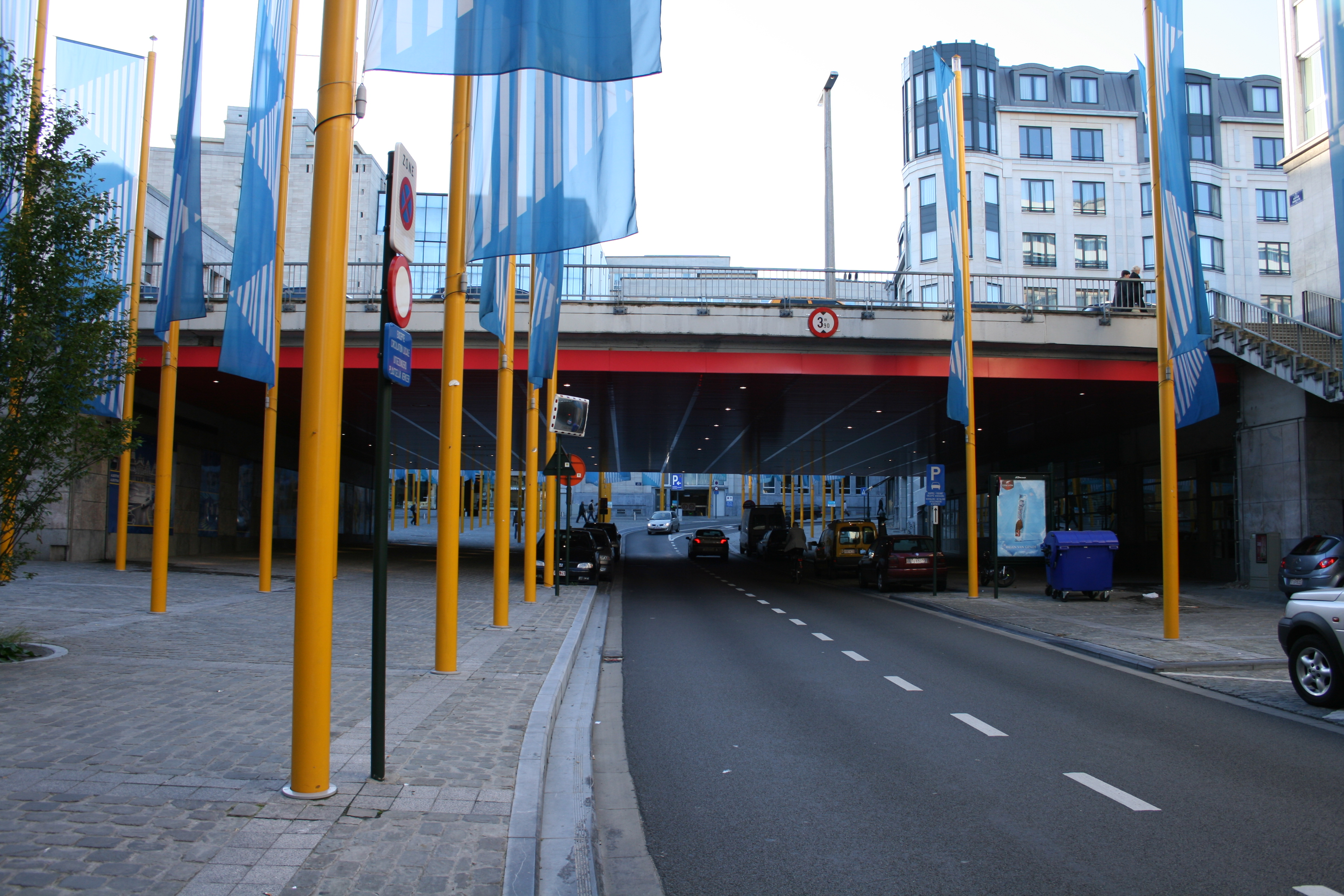
Het viaduct over het Gerechtsplein